# Tostareds kyrka
Tostareds kyrka är en kyrkobyggnad i Tostared i Marks kommun. Kyrkan tillhör sedan 2011 Västra Marks församling (tidigare Tostareds församling) i Göteborgs stift.

## Kyrkobyggnaden
Kyrkan uppfördes någon gång i början av 1500-talet och är därmed en av stiftets äldsta träkyrkor. Dendrokronologisk undersökning av ektimret visar, att det fälldes omkring år 1540. Först år 1720 nämns kyrkan i skrift, när församlingen begär en stiftskollekt för att reparera den förfallna kyrkan. 
Vid en ombyggnad påbörjad 1721 fick koret fick då sin nuvarande tresidiga form. Tornet i tre våningar, krönt av ett kors, byggdes 1824 av Sandhultsbyggmästarna och 1829 tillkom nya bänkar. År 1864 byggdes en liten sakristia invid korets södra sida och en ytterligare tillkom 1931 vid den norra sidan i samband med en restaurering under ledning av Axel Forssén. År 1945 höjdes innertaket och det tidigare platta taket ersattes av ett tunnvalv. Kyrkan genomgick 1976 en grundlig renovering.

## Inventarier

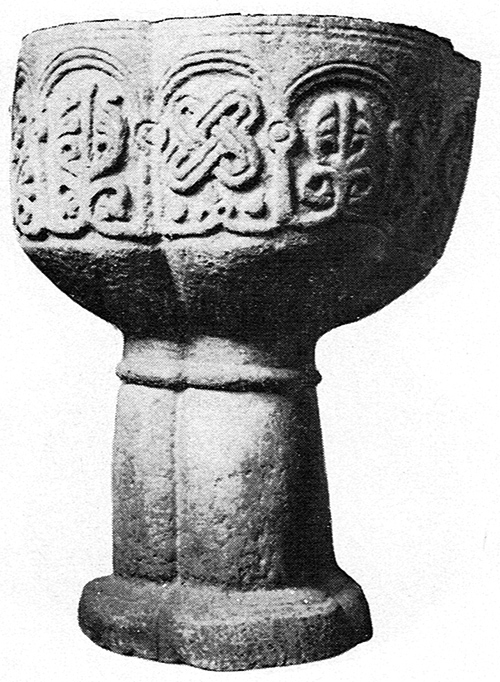
Dopfunten.

- Dopfunt av täljsten, som tillhör en grupp döpt efter funten i Starrkärrs kyrka. Den är tillverkad under senare delen av 1200-talet i två fyrpassformade delar med höjden 90 cm. Cuppan har rakt liv med buktande undersida och efter en rundstav nedtill ett kort skaft. Längs livet en arkadindelning med tolv rundbågiga arkader, utsmyckade enligt Starrkärrskolans mönster med växtornament, bandflätor och blomsterornament i relief. Foten har en enkel fotskiva som övergår i skaftet. På översidan finns en försänkt rand. Uttömningshål saknas.[1] Funten återinsattes 1931 i kyrkan. Tillhörande dopfat av mässing är tillverkat 1955 i Skara.
- Altartavlan och predikstolen är från 1600-talets senare del. Predikstolen och eventuellt även altartavlan härstammar från Hyssna gamla kyrka.

### Klockor
- Lillklockan kan vara senmedeltida eller yngre. Den har en egendomligt klumpig form och saknar inskrifter.[2]
- Storklockan är en donation från 1937.

### Orgel
Nuvarande orgel, byggd 1971 av Tostareds Kyrkorgelfabrik, är mekanisk och har fjorton stämmor, huvudverk, svällverk och pedal. Den ersatte ett instrument från 1945 byggt av Bo Wedrup och dessförinnan användes ett harmonium.